# Lucidity
Lucidity – debiutancki studyjny album holenderskiego zespołu symfoniczno-metalowego Delain, wydany 4 września 2006 roku przez wytwórnię Roadrunner Records. W nagraniu płyty zespół wspomagali artyści o wyrobionej marce na metalowej scenie m.in. Marco Hietala czy Sharon den Adel.

## Lista utworów
Opracowano na podstawie materiału źródłowego.
1. „Sever” – 4:53
2. „Frozen” – 4:43
3. „Silhouette of a Dancer” – 5:25
4. „No Compliance” – 5:10
5. „See Me in Shadow” – 4:41
6. „Shattered” – 4:20
7. „The Gathering” – 3:35
8. „Daylight Lucidity” – 4:36
9. „Sleepwalker's Dream” – 4:27
10. „Day For Ghosts” – 3:37
11. „Pristine” – 4:31
12. „Deep Frozen” (wersja „Frozen” z growlem)(utwór dodatkowy) – 4:46

Japońskie wydanie – utwory dodatkowe
13. „Silhouette of a Dancer” (akustycznie) – 03:23
Amerykańskie wydanie –– utwory dodatkowe
13. „Frozen” (akustycznie) – 4:27
14. „Silhouette of a Dancer” (akustycznie) – 3:21
15. „See Me in Shadow” (akustycznie) – 3:36
16. „No Compliance” (śpiewa tylko Charlotte) – 5:09

## Twórcy
Opracowano na podstawie materiału źródłowego.
| Zespół Delain w składzie - Charlotte Wessels – śpiew - Ronald Landa – gitara - Ray van Lente – gitara - Rob van der Loo – gitara basowa - Sander Zoer – perkusja - Martijn Westerholt – instrumenty klawiszowe | Gościnnie - Marco Hietala – gitara basowa, śpiew (utwory 1, 4, 7, 8, 10) - George Oosthoek – śpiew (utwory 3, 11, 12) - Sharon den Adel – śpiew (utwór 4) - Liv Kristine – śpiew (utwory 5, 10) - Ad Sluijter – gitara - Jan Yrlund – gitara - Guus Eikens – gitara - Ariën van Weesenbeek – perkusja |